# 真·三國無雙 起源
《真·三國無雙 起源》是《真·三國無雙系列》的第九部本傳作品。也是系列作中首部擁有最多士兵、最大軍團、最大規模萬人戰場的遊戲作品。其在Metacritic（M站）上的平均分达到了80分（PS5版本）。这一成绩让它成为《真·三國無雙系列》中评分最高的游戏，创造了該系列新纪录。

## 系统玩法
玩家將操控原創主角「無名英雄」，並以「無名英雄」的視角經歷全新的「东汉末年」故事。本作中回归到《真·三国无双6》中的国传模式，前三章的劇情體驗是以失去記憶、外號為「紫鸞」的遊俠在不同階段以刘备麾下的義勇兵、司徒王允的食客等身分在各勢力之間遊走，和近年的《臥龍：蒼天隕落》、《浪人崛起》等作品相似。在第三章結尾的时候，玩家必須找到足以平定乱世的英雄，在劉備軍、曹操軍、孫堅軍中选择所要加入的勢力，以实现天下统一的霸业。本作拥有《真·三國無雙系列》史上最多士兵、史上最大軍團、史上最大規模的萬人戰場，并以中國大陸地圖表現三國志的世界。玩家可以自由挑選無雙武將和戰場上陣、與英傑交流或自由行動，学习武艺，並可以在战场上使用多种「战术」，組建騎兵、步兵、弓兵、落石兵、投石車、戰車作為護衛隊。「极致的战场临场感」是本作的核心理念之一。在武器方面，玩家可以使用共10種武器模組：劍、槍、手甲、飛圈、朴刀、棍、雙戟、矛、偃月刀、方天戟。由于本作的敵武將具有與《薩爾達無雙》類似纏身的護盾，玩家只要擊破護盾就能使出威力強大的「收擊」。除此之外，本作採用與《Fate/Samurai Remnant》更換英靈類似的設計，累積滿能量表後才能使用一小段時間。本作是系列首部非常细致地描绘黃巾之亂至赤壁之戰故事的游戏作品，对于不熟悉《三国演义》和三国历史的玩家，游戏中提供了非常详尽的历史描述。不仅在剧情上丰富，整个游戏内容的丰富度可以说达到了系列的顶级水准。

## 游戏革新
- 首次扮演全新的原創武將
- 首次追加中國大陸大地圖
- 首次在戰場中可以自由替換任意武器
- 首次追加“靈鳥之眼”，可以俯瞰洞悉戰場局勢
- 首次追加護衛隊的“戰術”系統功能
- 首次追加“武艺”系統功能
- 追加“絕・無雙亂舞”招式
- 追加“士氣系統”，士气值影響軍團的戰鬥力
- 首次同屏的戰場人數達到萬人
- 首次追加“武器強化锻造”系统

## 故事章节
- 第一章 183年 黃巾，為義而起，因暴而亡。英雄，起於亂世。
- 第二章 185年 董卓，於都城行惡，曹操，應諸侯而聚
- 第三章 191年 群雄割據天下，曹操守護御駕
- 第四章 193年 孫策，於江東奮起；劉備，於下邳兵潰；曹操，於官渡決勝負
- 第五章 204年 劉備，三顧茅廬請諸葛，隆中定計三方天下。而後，英雄們決戰赤壁

## 登場人物
本作登場無雙武將人數為47位，除被稱為「紫鸞」的無名英雄（玩家可自取名字）外，這代新加入了三位原创角色，比起前作（8代）的94位無雙武將，因時代的局限性，人數刪減一半，除無名外可使用的同行無雙武將僅有10人（呂布、關羽、張飛、趙雲、夏侯惇、郭嘉、張遼、孫尚香、黃蓋、周瑜）。故事內容聚焦于原著《三國演義》的第一回至第五十回，從黃巾之亂描述至赤壁之戰。
以下為登場無雙武將一覽，粗體字表示玩家可操作的主人公和同行武將，括號內分別列出华语及日語配音員：

| - 劉備军武將 : - 劉備（陳思宇／野島裕史） - 關羽（關帥／增谷康紀） - 張飛（傅晨陽／福原耕平） - 趙雲（劉思岑／田邊幸輔） - 諸葛亮（唐子晰／深川和征） - 月英（朔小踹／笠原留美） - 徐庶（辰朔／私市淳） - 龐統（林强／河內孝博） - 周倉（胡霖／澤城千春） | - 曹操军武將 : - 曹操 （張震／阿座上洋平） - 夏侯惇（劉琮／中井和哉） - 郭嘉（魏一凡／神原大地） - 荀彧（瀚墨／大原崇） - 荀攸（张恩泽／濱田賢二） - 賈詡（张如麟／石川英郎） - 夏侯淵（张若冰／德山靖彥） - 典韋（张占坤／中井和哉） - 許褚（王扶摇／吉水孝宏） - 張遼（代康康／田中大文） - 徐晃（青琳昊／山本圭一郎） - 李典（胡良伟／鳥海浩輔） - 樂進（尹立泽／伊藤健太郎） - 張郃（言浩／幸野善之） - 于禁（巴赫／宮內敦士） - 甄姬（朔小兔／住友優子） | - 孫堅军武將 : - 孫堅（湯水雨／德山靖彥） - 孫尚香（謝思琪／宇和川惠美） - 黃蓋（景行／稻田徹） - 周瑜（李嘉祥／吉水孝宏） - 孫策（张舸／河內孝博） - 孫權（孙睿扬／菅沼久義） - 程普（赵铭洲／谷昌樹） - 韓當（栾立胜／田中秀幸） - 太史慈（卢力峰／大槻丈一郎） - 魯肅（杨塑坤／楠大典） - 呂蒙（郭浩然／奥畑幸典） - 周泰（刘峥／石川英郎） - 甘寧（皇贞季／三浦祥朗） - 凌統（曾浩洋／松野太紀） | - 其他势力角色 : - 呂布（張鐸／稻田徹） - 貂蟬（佟心竹／上田瞳） - 董卓（巴赫／乃村健次） - 張角（馬語非／竹內良太） - 袁紹（李璐／龍谷修武） - 袁術（王语／平井啟二） - 華雄（邢子皓／火山太田） - 陳宮（森中人／宮崎寬務） - 司马徽（万力） | - 太平之要人物 : - 「紫鸞」無名（張博恆／福山潤） - 朱和（路熙然／松嶌杏實） - 元化（王妮／日向朔公） - 白鸞（张远韬／川島零士） - 神秘少年（张远韬／川島零士） |

## 同行武將
| 勢力   | 人物名稱 | 配音（CV）                 | 擅長武器                      | 模組                      |
| ------ | -------- | -------------------------- | ----------------------------- | ------------------------- |
| 劉備軍 | 關羽     | 增谷康紀／關帥（中國）     | 青龍偃月刀                    | 偃月刀                    |
| 劉備軍 | 張飛     | 福原耕平／傅晨陽（中國）   | 燕蛇矛                        | 矛                        |
| 劉備軍 | 趙雲     | 田邊幸輔／劉思岑（中國）   | 龍膽                          | 槍                        |
| 曹操軍 | 夏侯惇   | 中井和哉／劉琮（中國）     | 麒麟牙                        | 朴刀                      |
| 曹操軍 | 郭嘉     | 神原大地／魏一凡（中國）   | 天帥劍（C5、CD、C6第3擊）     | 劍（C5、CD、C6第3擊）     |
| 曹操軍 | 張遼     | 田中大文／代康康（中國）   | 獅鷲雙戟                      | 雙戟                      |
| 孫堅軍 | 孫尚香   | 宇和川惠美／謝思琪（中國） | 乾坤圈                        | 飛圈                      |
| 孫堅軍 | 黃蓋     | 稻田徹／景行（中國）       | 猛虎爪拳                      | 手甲                      |
| 孫堅軍 | 周瑜     | 吉水孝宏／李嘉祥（中國）   | 紅蓮棍                        | 棍                        |
| 呂布軍 | 呂布     | 稻田徹／張鐸（中國）       | 無雙方天戟（C5、CD、C6第3擊） | 方天戟（C5、CD、C6第3擊） |

## 發行
光荣特库摩在PlayStation直播節目“State of Play”上宣布本作將於2025年1月17日在Microsoft Windows、PS5和Xbox Series X/S平台發售，並且將支援華語、日語和英語三種語言配音，由中國大陸知名配音团队8082Audio負責中文配音，佟心竹任配音總監。

## 反響

### 評價
| 汇总媒体             | 得分                                 |
| -------------------- | ------------------------------------ |
| Metacritic           | PS5: 79/100 Win: 84/100 XSXS: 78/100 |
| OpenCritic（推荐率） | 79% recommend                        |

| 媒体                  | 得分 |
| --------------------- | ---- |
| Digital Trends        | 3/5  |
| GamesRadar+           | 4/5  |
| GameSpot              | 7/10 |
| HardcoreGamer         | 4/5  |
| IGN                   | 9/10 |
| PCGamesN              | 8/10 |
| Push Square           | 8/10 |
| Shacknews             | 7/10 |
| TechRadar             | 4/5  |
| VG247                 | 5/5  |
| Video Games Chronicle | 3/5  |

《真·三國無雙 起源》在发售后在媒体方面获得了总体好评；其在Metacritic（M站）上的平均分达到了80分（PS5版本）；在IGN上的分数达到了9分。这一成绩让它成为《真·三國無雙系列》中评分最高的游戏，创造了該系列新纪录。

### 銷量
本作在日本的第一週銷量有63,805張，僅次於大金剛 回歸HD 。《Fami通》在2025年2月9日的報告中，宣稱《真·三國無雙 起源》在日本的實體銷量有94,583枚。光榮特庫摩在2025年2月14日宣布《真·三國無雙 起源》全球銷量突破100萬枚。

## 備註
1. ↑  標準版遊戲於2025年1月17日遊玩。

## 外部連結
- 官方网站